# Carl Maguire
Carl Maguire (* 1970 in Madison, Wisconsin) ist ein US-amerikanischer Jazzmusiker (Piano, E-Piano, Synthesizer, Electronics, Akkordeon) und Komponist.
Carl Maguire studierte an der University of Wisconsin Improvisation  bei Roscoe Mitchell. 1995 zog er nach New York City, wo er seine Studien am Hunter College, Mannes College of Music und dem CUNY Graduate Center fortsetzte, Piano bei Fred Hersch, Marilyn Crispell und Ursula Oppens, außerdem Komposition bei Mark Dresser. Seitdem arbeitete er mit der Carter Thornton Assembly, Tyshawn Sorey und in Butch Morris’ New York Skyscraper. 2005 legte Maguire bei Between the lines sein Debütalbum Floriculture vor, gefolgt von Sided Silver Solid (2009, mit Oscar Noriega, Stephanie Griffin, John Hébert und Dan Weiss) bei Firehouse 12 Records. Mit dem Schlagzeuger Shawn Baltazor gehört er zu Brett Srokas Trio Ergo.